# Théorème de la pizza

Exemple avec huit parts : aire jaune = aire violette

En géométrie euclidienne, le théorème de la pizza donne une égalité ou une inégalité d'aires lors de la partition d'un disque par des droites concourantes. Il porte ce nom en raison d'une forte analogie avec la technique usuelle de découpage d'une pizza.

## Énoncé
Théorème de la pizza — Soient P un point du disque et n un entier naturel. On choisit arbitrairement une droite passant par P puis on effectue des rotations de π/n radians de cette droite autour de P jusqu'à retrouver la droite initiale. On obtient ainsi un découpage équiangulaire du disque en 2n secteurs que l'on numérote en donnant le numéro 1 au secteur qui contient le centre du disque puis en tournant dans le sens positif ou négatif. On note A la somme des aires des parts à numéros impairs et B celle des parts à numéros pairs. Pour ce faire, on suppose que le centre du disque n'est pas sur une ligne de coupe (s'il y est, les aires A et B sont égales).
- Si n ≥ 4 est pair, alors A = B
- Si n = 1, n = 2, ou si n ≡ 3 [4], alors A > B
- Si n ≡ 1 [4], alors A < B

Par exemple, si deux personnes partagent une pizza en huit parts avec quatre droites concourantes, et si l'une prend les parts paires et l'autre les parts impaires, les deux personnes mangeront la même quantité de pizza .

## Historique

### Cas particulier

Une preuve sans mots pour 8 secteurs par Carter & Wagon (1994)

Le problème trouve son origine dans un défi lancé par L. J. Upton dans Mathematics Magazine en mai 1967 : la question posée est alors simplement de montrer qu'une pizza coupée quatre fois (en huit parts) peut être partagée équitablement entre deux personnes. En 1968, Michael Goldberg publie dans la même revue une solution plus générale : il prouve qu'il est possible de partager la pizza équitablement pour tout nombre pair supérieur à quatre de découpes. À l'aide de calculs algébriques élémentaires, il parvient à trouver l'aire exacte des parts pour résoudre le problème.
En 1994, Carter et Wagon proposent une solution différente qui s'appuie sur la notion de puzzle de dissection : ils donnent une manière de partitionner les secteurs obtenus par la découpe en pièces plus petites, puis d'associer à chaque pièce d'un secteur impair une pièce isométrique d'un secteur pair.

### Généralisation
Don Coppersmith a montré que quand le nombre de découpes est impair ou égal à deux, il n'y a pas en général égalité des aires,. Le problème général posé en 1994 est alors de savoir, dans le cas où le nombre de découpes est impair, qui va manger la plus grande part de pizza. Il a été résolu en 2009 par deux chercheurs américains, Rick Mabry et Paul Deiermann, au terme de onze ans de recherches.
On considère une pizza coupée un nombre impair de fois, de telle sorte qu'aucune de ces découpes ne passe par le centre. On donne le numéro 1 à la part qui contient le centre puis on numérote les autres parts dans le sens positif ou négatif. On note A la somme des aires des parts à numéros impairs et B celle des numéros pairs et on remarque que la pizza contient un nombre pair de parts. La solution est alors la suivante : si le nombre de découpes est congru à 1 modulo 4, alors A < B, s'il est congru à 3 modulo 4, alors A > B.
Mabry et Deiermann remarquent aussi que si les garnitures de la pizza sont disposées sur des couronnes, alors le théorème se généralise à chaque garniture : puisqu'il est valable pour un disque de diamètre quelconque, il est aussi exact pour toute couronne comprise entre deux cercles. Ceci se traduit par le fait que si les deux personnes mangent autant de pizza, elles mangent autant de chaque garniture ; si l'une hérite d'une part de pizza plus importante, elle obtient aussi une plus grande part de chaque garniture.

## Compléments
Une pizza découpée de la façon décrite ci-dessus en un nombre 4n de parts peut aussi être partagée entre n personnes. Par exemple, une pizza découpée en 12 parts peut être partagée équitablement en deux, mais aussi en trois.
En 2008, un problème de théorie des jeux proche du théorème de la pizza a été étudié : cette fois, elle est partagée par des droites concourantes mais les angles entre ces droites ne sont pas nécessairement égaux. Le jeu se joue entre deux personnes qui doivent alternativement prendre une part de pizza adjacente à ce qui a déjà été mangé (à droite ou à gauche) et le but pour chaque joueur est de manger le plus possible de pizza. Il a été montré que si les deux personnes jouent de façon optimale, celle qui commence obtiendra toujours au moins quatre neuvièmes de la pizza, et qu'il existe une manière de couper la pizza pour qu'elle ne puisse pas en manger davantage,.
Le problème du partage équitable est aussi à rapprocher de ce théorème : dans ce problème, la différence est que les deux joueurs n'ont pas forcément les mêmes critères de choix des parts (l'un peut préférer avoir plus de fromage et l'autre plus de pepperoni, par exemple).